# Boxe aux Jeux africains de 1965
Navigation
Édition suivante
Les compétitions de boxe anglaise de la 1re édition des Jeux africains se sont déroulées du 18 au 25 juillet 1965 à Brazzaville, Congo.

## Résultats

### Podiums
| Épreuves                      | Or                          | Argent                         | Bronze                                                |
| ----------------------------- | --------------------------- | ------------------------------ | ----------------------------------------------------- |
| Poids mouches (-51 kg)        | Mahmoud Hamza Taoufik (EGY) | Sulley Shittu (GHA)            | Ayed Kouider (ALG) Soussou-Clément Kalanga (TOG)      |
| Poids coqs (-54 kg)           | Abdourahim Fakhy (SEN)      | Hosni Farag (EGY)              | Jackson Mambwe (ZAM) Steve Akushe (GHA)               |
| Poids plumes (-57 kg)         | Philip Waruinge (KEN)       | Tahar Ben Hassen (TUN)         | Joseph M'Bouroukounda (GAB) Antoine Deko Dognon (CIV) |
| Poids légers (-60 kg)         | Alkaly Daffé (GUI)          | Anthony Andeh (NGA)            | Radji Oladjide (TOG) Alex Oundu (KEN)                 |
| Poids super-légers (-63,5 kg) | John Olulu (KEN)            | Lakhdar Ben Ahmed Lamine (TUN) | Gérard Billé (CMR) Abdelwahab Ali Shahata (EGY)       |
| Poids welters (-67 kg)        | Joseph Bessala (CMR)        | Issaka Daboré (NIG)            | Lamane Sow (SEN) Mohamed Sami Mahran (EGY)            |
| Poids super-welters (-71 kg)  | Sayed El Nahas (EGY)        | Ali Said (KEN)                 | Mohamed Sani (GAB) Abou Cissé (CIV)                   |
| Poids moyens (-75 kg)         | Hassan Aman (EGY)           | Matthias Ouma (UGA)            | Joseph Darkey (GHA) Djarabi Cam (CIV)                 |
| Poids mi-lourds (-81 kg)      | Ahmed Maher (EGY)           | Jean Tshikuna (COD)            | Non attribuée                                         |
| Poids lourds (+81 kg)         | Talaat el-Dahsan (EGY)      | Omar Aliane (ALG)              | Papa Lola (GAB) Thomas Arimi (GHA)                    |

### Tableau des médailles
| Place | Pays               | Médaille d'or, Afrique | Médaille d'argent, Afrique | Médaille de bronze, Afrique | Total |
| ----- | ------------------ | ---------------------- | -------------------------- | --------------------------- | ----- |
| 1     | Égypte             | 5                      | 1                          | 2                           | 8     |
| 2     | Kenya              | 2                      | 1                          | 1                           | 5     |
| 3     | Cameroun           | 1                      | 0                          | 1                           | 2     |
| 3     | Sénégal            | 1                      | 0                          | 1                           | 2     |
| 5     | Guinée             | 1                      | 0                          | 0                           | 1     |
| 6     | Tunisie            | 0                      | 2                          | 0                           | 2     |
| 7     | Ghana              | 0                      | 1                          | 3                           | 4     |
| 8     | Algérie            | 0                      | 1                          | 1                           | 2     |
| 9     | Nigeria            | 0                      | 1                          | 0                           | 1     |
| 9     | Niger              | 0                      | 1                          | 0                           | 1     |
| 9     | Congo-Léopoldville | 0                      | 1                          | 0                           | 1     |
| 9     | Ouganda            | 0                      | 1                          | 0                           | 1     |
| 13    | Gabon              | 0                      | 0                          | 3                           | 3     |
| 13    | Côte d'Ivoire      | 0                      | 0                          | 3                           | 3     |
| 14    | Togo               | 0                      | 0                          | 2                           | 2     |
| 16    | Zambie             | 0                      | 0                          | 1                           | 1     |
| Total | 17 pays médaillés  | 10                     | 10                         | 18                          | 38    |